# Lista amerykańskich senatorów ze stanu Missisipi
Lista amerykańskich senatorów ze stanu Missisipi – senatorzy wybrani ze stanu Missisipi.
Stan Missisipi został włączony do Unii 10 grudnia 1817 roku. Posiada prawo do mandatów senatorskich 1. i 2. klasy. Do 8 kwietnia 1913 roku (ratyfikowania 17. poprawki do Konstytucji) senatorowie byli wybierani przez stanowy parlament. Od tego czasu wybierani są w wyborach powszechnych.

## 1. klasa
| Lp.   | Imię i nazwisko         | Imię i nazwisko | Od                  | Do                  | Partia                                             | Kadencja | Uwagi |
| ----- | ----------------------- | --------------- | ------------------- | ------------------- | -------------------------------------------------- | --- | --- |
| 1     | Walter Leake            |                 | 10 grudnia 1817     | 15 maja 1820        | Partia Demokratyczno-Republikańska                 | 1 | Wybrany w 1817 Zrezygnował w trakcie trwania kadencji w 1820                                                              |
| Wakat | Wakat                   | Wakat           | 15 maja 1820        | 30 sierpnia 1820    |                                                    | 1 | |
| 2     | David Holmes            |                 | 30 sierpnia 1820    | 25 września 1825    | Partia Demokratyczno-Republikańska                 | 1 | Wybrany do dokończenia kadencji w wyborach specjalnych w 1820                                                             |
| 2     | David Holmes            | 2               | 30 sierpnia 1820    | 25 września 1825    | Partia Demokratyczno-Republikańska                 | Wybrany na pełną, 6-letnią kadencję w 1820 lub 1821 Zrezygnował w trakcie trwania kadencji, by objąć urząd gubernatora Missisipi | |
| Wakat | Wakat                   | Wakat           | 25 września 1825    | 28 września 1825    |                                                    | 2 | |
| 3     | Powhatan Ellis          |                 | 28 września 1825    | 28 stycznia 1826    | Jacksonian Party (późniejsza Partia Demokratyczna) | 2 | Mianowany do kontynuowania kadencji w 1825 Przegrał wybory specjalne o dokończenie kadencji w 1826                        |
| 4     | Thomas Buck Reed        |                 | 28 stycznia 1826    | 4 marca 1827        | Jacksonian Party                                   | 2 | Wybrany do dokończenia kadencji w wyborach specjalnych w 1826 Przegrał wybory na pełną, 6-letnią kadencję w 1826 lub 1827 |
| 5     | Powhatan Ellis          |                 | 4 marca 1827        | 16 lipca 1832       | Jacksonian Party                                   | 3 | Wybrany w 1826 lub 1827 Zrezygnował w trakcie trwania kadencji w 1832                                                     |
| Wakat | Wakat                   | Wakat           | 16 lipca 1832       | 12 listopada 1832   |                                                    | 3 | |
| 6     | John Black              |                 | 12 listopada 1832   | 4 marca 1833        | Jacksonian Party                                   | 3 | Mianowany do dokończenia kadencji w 1832                                                                                  |
| Wakat | Wakat                   | Wakat           | 4 marca 1833        | 22 listopada 1833   |                                                    | 4 | Parlament nie zdołał wybrać senatora                                                                                      |
| 6     | John Black              |                 | 22 listopada 1833   | 22 stycznia 1838    | Partia Wigów                                       | 4 | Wybrany z opóźnieniem w 1833 Zrezygnował w trakcie trwania kadencji w 1838                                                |
| 7     | James F. Trotter        |                 | 22 stycznia 1838    | 10 lipca 1838       | Partia Demokratyczna                               | 4 | Mianowany do kontynuowania kadencji w 1838 Zrezygnował w trakcie trwania kadencji w 1838                                  |
| Wakat | Wakat                   | Wakat           | 10 lipca 1838       | 12 listopada 1838   |                                                    | 4 | |
| 8     | Thomas Hickman Williams |                 | 12 listopada 1838   | 4 marca 1839        | Partia Demokratyczna                               | 4 | Mianowany do kontynuowania kadencji w 1838 Wybrany do dokończenia kadencji w wyborach specjalnych w 1839                  |
| 9     | John Henderson          |                 | 4 marca 1839        | 4 marca 1845        | Partia Wigów                                       | 5 | Wybrany w 1839 |
| 10    | Jesse Speight           |                 | 4 marca 1845        | 1 maja 1847         | Partia Demokratyczna                               | 6 | Wybrany w 1845 Zmarł w trakcie sprawowania urzędu w 1847                                                                  |
| Wakat | Wakat                   | Wakat           | 1 maja 1847         | 10 sierpnia 1847    |                                                    | 6 | |
| 11    | Jefferson Davis         |                 | 10 sierpnia 1847    | 23 września 1851    | Partia Demokratyczna                               | 6 | Mianowany do kontynuowania kadencji w 1847 Wybrany do dokończenia kadencji w wyborach specjalnych w 1848                  |
| 11    | Jefferson Davis         | 7               | 10 sierpnia 1847    | 23 września 1851    | Partia Demokratyczna                               | Wybrany na pełną, 6-letnią kadencję w 1850 Zrezygnował w trakcie trwania kadencji, by ubiegać się o urząd gubernatora Missisipi  | |
| Wakat | Wakat                   | Wakat           | 23 września 1851    | 1 grudnia 1851      |                                                    | 7 | |
| 12    | John J. McRae           |                 | 1 grudnia 1851      | 17 marca 1852       | Partia Demokratyczna                               | 7 | Mianowany do kontynuowania kadencji w 1851 Zrezygnował po wyborze następcy                                                |
| 13    | Stephen Adams           |                 | 17 marca 1852       | 4 marca 1857        | Partia Demokratyczna                               | 7 | Wybrany do dokończenia kadencji w wyborach specjalnych w 1852                                                             |
| 14    | Jefferson Davis         |                 | 4 marca 1857        | 21 stycznia 1861    | Partia Demokratyczna                               | 8 | Wybrany w 1856 lub 1857 Przestał być członkiem Senatu na skutek secesji Missisipi                                         |
| Wakat | Wakat                   | Wakat           | 21 stycznia 1861    | 23 lutego 1870      |                                                    | 8 | Wojna secesyjna i Rekonstrukcja                                                                                           |
| Wakat | Wakat                   | Wakat           | 21 stycznia 1861    | 23 lutego 1870      | 9                                                  | | Wojna secesyjna i Rekonstrukcja                                                                                           |
| Wakat | Wakat                   | Wakat           | 21 stycznia 1861    | 23 lutego 1870      | 10                                                 | | Wojna secesyjna i Rekonstrukcja                                                                                           |
| 15    | Adelbert Ames           |                 | 23 lutego 1870      | 4 stycznia 1874     | Partia Republikańska                               | 10 | Wybrany do dokończenia kadencji w 1870 Zrezygnował w trakcie trwania kadencji, by objąć urząd gubernatora Missisipi       |
| Wakat | Wakat                   | Wakat           | 4 stycznia 1874     | 3 lutego 1874       |                                                    | 10 | |
| 16    | Henry R. Pease          |                 | 3 lutego 1874       | 4 marca 1875        | Partia Republikańska                               | 10 | Wybrany do dokończenia kadencji w wyborach specjalnych w 1874 Nie starał się o wybór na pełną, 6-letnią kadencję w 1874   |
| 17    | Blanche Bruce           |                 | 4 marca 1875        | 4 marca 1881        | Partia Republikańska                               | 11 | Wybrany w 1874 |
| 18    | James Z. George         |                 | 4 marca 1881        | 14 sierpnia 1897    | Partia Demokratyczna                               | 12 | Wybrany w 1880 |
| 18    | James Z. George         | 13              | 4 marca 1881        | 14 sierpnia 1897    | Partia Demokratyczna                               | Reelekcja w 1886 | |
| 18    | James Z. George         | 14              | 4 marca 1881        | 14 sierpnia 1897    | Partia Demokratyczna                               | Reelekcja w 1892 Zmarł w trakcie sprawowania urzędu w 1897                                                                       | |
| Wakat | Wakat                   | Wakat           | 14 sierpnia 1897    | 8 października 1897 |                                                    | 14 | |
| 19    | Hernando Money          |                 | 8 października 1897 | 4 marca 1911        | Partia Demokratyczna                               | 14 | Mianowany do dokończenia kadencji w 1897                                                                                  |
| 19    | Hernando Money          | 15              | 8 października 1897 | 4 marca 1911        | Partia Demokratyczna                               | Wybrany na pełną, 6-letnią kadencję w 1899                                                                                       | |
| 19    | Hernando Money          | 16              | 8 października 1897 | 4 marca 1911        | Partia Demokratyczna                               | Reelekcja w 1904 Nie starał się o reelekcję w 1908                                                                               | |
| 20    | John Sharp Williams     |                 | 4 marca 1911        | 4 marca 1923        | Partia Demokratyczna                               | 17 | Wybrany z wyprzedzeniem w 1908                                                                                            |
| 20    | John Sharp Williams     | 18              | 4 marca 1911        | 4 marca 1923        | Partia Demokratyczna                               | Reelekcja w 1916 Nie starał się o reelekcję w 1922                                                                               | |
| 21    | Hubert D. Stephens      |                 | 4 marca 1923        | 3 stycznia 1935     | Partia Demokratyczna                               | 19 | Wybrany w 1922 |
| 21    | Hubert D. Stephens      | 20              | 4 marca 1923        | 3 stycznia 1935     | Partia Demokratyczna                               | Reelekcja w 1928 Przegrał prawybory w 1934                                                                                       | |
| 22    | Theodore G. Bilbo       |                 | 3 stycznia 1935     | 21 sierpnia 1947    | Partia Demokratyczna                               | 21 | Wybrany w 1934 |
| 22    | Theodore G. Bilbo       | 22              | 3 stycznia 1935     | 21 sierpnia 1947    | Partia Demokratyczna                               | Reelekcja w 1940 | |
| 22    | Theodore G. Bilbo       | 23              | 3 stycznia 1935     | 21 sierpnia 1947    | Partia Demokratyczna                               | Reelekcja w 1946 Zmarł w trakcie sprawowania urzędu w 1947                                                                       | |
| Wakat | Wakat                   | Wakat           | 21 sierpnia 1947    | 5 listopada 1947    |                                                    | 23 | |
| 23    | John C. Stennis         |                 | 5 listopada 1947    | 3 stycznia 1989     | Partia Demokratyczna                               | 23 | Wybrany do dokończenia kadencji w wyborach specjalnych w 1947                                                             |
| 23    | John C. Stennis         | 24              | 5 listopada 1947    | 3 stycznia 1989     | Partia Demokratyczna                               | Wybrany na pełną, 6-letnią kadencję w 1952                                                                                       | |
| 23    | John C. Stennis         | 25              | 5 listopada 1947    | 3 stycznia 1989     | Partia Demokratyczna                               | Reelekcja w 1958 | |
| 23    | John C. Stennis         | 26              | 5 listopada 1947    | 3 stycznia 1989     | Partia Demokratyczna                               | Reelekcja w 1964 | |
| 23    | John C. Stennis         | 27              | 5 listopada 1947    | 3 stycznia 1989     | Partia Demokratyczna                               | Reelekcja w 1970 | |
| 23    | John C. Stennis         | 28              | 5 listopada 1947    | 3 stycznia 1989     | Partia Demokratyczna                               | Reelekcja w 1976 | |
| 23    | John C. Stennis         | 29              | 5 listopada 1947    | 3 stycznia 1989     | Partia Demokratyczna                               | Reelekcja w 1982 Nie starał się o reelekcję w 1988                                                                               | |
| 24    | Trent Lott              |                 | 3 stycznia 1989     | 18 grudnia 2007     | Partia Republikańska                               | 30 | Wybrany w 1988 |
| 24    | Trent Lott              | 31              | 3 stycznia 1989     | 18 grudnia 2007     | Partia Republikańska                               | Reelekcja w 1994 | |
| 24    | Trent Lott              | 32              | 3 stycznia 1989     | 18 grudnia 2007     | Partia Republikańska                               | Reelekcja w 2000 | |
| 24    | Trent Lott              | 33              | 3 stycznia 1989     | 18 grudnia 2007     | Partia Republikańska                               | Reelekcja w 2006 Zrezygnował w trakcie trwania kadencji w 2007                                                                   | |
| Wakat | Wakat                   | Wakat           | 18 grudnia 2007     | 31 grudnia 2007     |                                                    | 33 | |
| 25    | Roger Wicker            |                 | 31 grudnia 2007     | nadal               | Partia Republikańska                               | 33 | Mianowany do kontynuowania kadencji w 2007 Wybrany do dokończenia kadencji w wyborach specjalnych w 2008                  |
| 25    | Roger Wicker            | 34              | 31 grudnia 2007     | nadal               | Partia Republikańska                               | Wybrany na pełną, 6-letnią kadencję w 2012                                                                                       | |
| 25    | Roger Wicker            | 35              | 31 grudnia 2007     | nadal               | Partia Republikańska                               | Reelekcja w 2018 | |

## 2. klasa
| Lp.   | Imię i nazwisko      | Imię i nazwisko                                    | Od                   | Do                   | Partia                                              | Kadencja | Uwagi |
| ----- | -------------------- | -------------------------------------------------- | -------------------- | -------------------- | --------------------------------------------------- | --- | --- |
| 1     | Thomas Hill Williams |                                                    | 10 grudnia 1817      | 4 marca 1829         | Partia Demokratyczno-Republikańska                  | 1 | Wybrany w 1817 |
| 1     | Thomas Hill Williams | Jacksonian Party (późniejsza Partia Demokratyczna) | 10 grudnia 1817      | 4 marca 1829         | 2                                                   | Reelekcja w 1823 | |
| 2     | Thomas Buck Reed     |                                                    | 4 marca 1829         | 26 listopada 1829    | Jacksonian Party                                    | 3 | Wybrany w 1828 Zmarł w trakcie sprawowania urzędu w 1829 |
| Wakat | Wakat                | Wakat                                              | 26 listopada 1829    | 6 stycznia 1830      |                                                     | 3 | |
| 3     | Robert H. Adams      |                                                    | 6 stycznia 1830      | 2 lipca 1830         | Jacksonian Party                                    | 3 | Wybrany do dokończenia kadencji w wyborach specjalnych w 1830 Zmarł w trakcie sprawowania urzędu w 1830                                                            |
| Wakat | Wakat                | Wakat                                              | 2 lipca 1830         | 15 października 1830 |                                                     | 3 | |
| 4     | George Poindexter    |                                                    | 15 października 1830 | 4 marca 1835         | National Republican Party (późniejsza Partia Wigów) | 3 | Mianowany do kontynuowania kadencji w 1830 Wybrany do dokończenia kadencji w wyborach specjalnych w 1830 Przegrał wybory na pełną, 6-letnią kadencję w 1835        |
| 5     | Robert J. Walker     |                                                    | 4 marca 1835         | 5 marca 1845         | Partia Demokratyczna                                | 4 | Wybrany w 1835 |
| 5     | Robert J. Walker     | 5                                                  | 4 marca 1835         | 5 marca 1845         | Partia Demokratyczna                                | Reelekcja w 1841 Zrezygnował w trakcie trwania kadencji, by objąć urząd sekretarza skarbu USA                                       | |
| Wakat | Wakat                | Wakat                                              | 5 marca 1845         | 3 listopada 1845     |                                                     | 5 | |
| 6     | Joseph W. Chalmers   |                                                    | 3 listopada 1845     | 4 marca 1847         | Partia Demokratyczna                                | 5 | Mianowany do kontynuowania kadencji w 1845 Wybrany do dokończenia kadencji w wyborach specjalnych w 1846                                                           |
| 7     | Henry S. Foote       |                                                    | 4 marca 1847         | 8 stycznia 1852      | Partia Demokratyczna                                | 6 | Wybrany w 1846 lub 1847 Zrezygnował w trakcie trwania kadencji, by objąć urząd gubernatora Missisipi                                                               |
| Wakat | Wakat                | Wakat                                              | 8 stycznia 1852      | 18 lutego 1852       |                                                     | 6 | |
| 8     | Walker Brooke        |                                                    | 18 lutego 1852       | 4 marca 1853         | Partia Wigów                                        | 6 | Wybrany do dokończenia kadencji w wyborach specjalnych w 1852 Nie starał się o wybór na pełną, 6-letnią kadencję                                                   |
| Wakat | Wakat                | Wakat                                              | 4 marca 1853         | 7 stycznia 1854      |                                                     | 7 | |
| 9     | Albert G. Brown      |                                                    | 7 stycznia 1854      | 12 stycznia 1861     | Partia Demokratyczna                                | 7 | Wybrany z opóźnieniem w 1854 |
| 9     | Albert G. Brown      | 8                                                  | 7 stycznia 1854      | 12 stycznia 1861     | Partia Demokratyczna                                | Reelekcja w 1859 Przestał być członkiem Senatu na skutek secesji Missisipi                                                          | |
| Wakat | Wakat                | Wakat                                              | 12 stycznia 1861     | 23 lutego 1870       |                                                     | 8 | Wojna secesyjna i Rekonstrukcja |
| Wakat | Wakat                | Wakat                                              | 12 stycznia 1861     | 23 lutego 1870       | 9                                                   | | Wojna secesyjna i Rekonstrukcja |
| 10    | Hiram Rhodes Revels  |                                                    | 23 lutego 1870       | 4 marca 1871         | Partia Republikańska                                | 9 | Wybrany do dokończenia kadencji w 1870 |
| Wakat | Wakat                | Wakat                                              | 4 marca 1871         | 1 grudnia 1871       |                                                     | 10 | Wybrany senator objął urząd z opóźnieniem |
| 11    | James L. Alcorn      |                                                    | 1 grudnia 1871       | 4 marca 1877         | Partia Republikańska                                | 10 | Wybrany w 1870 Objął urząd po dokończeniu kadencji gubernatora Missisipi                                                                                           |
| 12    | Lucius Q.C. Lamar    |                                                    | 4 marca 1877         | 6 marca 1885         | Partia Demokratyczna                                | 11 | Wybrany w 1876 |
| 12    | Lucius Q.C. Lamar    | 12                                                 | 4 marca 1877         | 6 marca 1885         | Partia Demokratyczna                                | Reelekcja w 1883 Zrezygnował w trakcie trwania kadencji, by objąć urząd sekretarza zasobów wewnętrznych USA                         | |
| Wakat | Wakat                | Wakat                                              | 6 marca 1885         | 9 marca 1885         |                                                     | 12 | |
| 13    | Edward C. Walthall   |                                                    | 9 marca 1885         | 24 stycznia 1894     | Partia Demokratyczna                                | 12 | Mianowany do kontynuowania kadencji w 1885 Wybrany do dokończenia kadencji w wyborach specjalnych w 1886                                                           |
| 13    | Edward C. Walthall   | 13                                                 | 9 marca 1885         | 24 stycznia 1894     | Partia Demokratyczna                                | Wybrany na pełną, 6-letnią kadencję w 1889 Zrezygnował w trakcie trwania kadencji w 1894                                            | |
| Wakat | Wakat                | Wakat                                              | 24 stycznia 1894     | 7 lutego 1894        |                                                     | 13 | |
| 14    | Anselm J. McLaurin   |                                                    | 7 lutego 1894        | 4 marca 1895         | Partia Demokratyczna                                | 13 | Wybrany do dokończenia kadencji w wyborach specjalnych w 1894 |
| 15    | Edward C. Walthall   |                                                    | 4 marca 1895         | 21 kwietnia 1898     | Partia Demokratyczna                                | 14 | Wybrany z wyprzedzeniem w 1892 Zmarł w trakcie sprawowania urzędu w 1898                                                                                           |
| Wakat | Wakat                | Wakat                                              | 21 kwietnia 1898     | 31 maja 1898         |                                                     | 14 | |
| 16    | William V. Sullivan  |                                                    | 31 maja 1898         | 4 marca 1901         | Partia Demokratyczna                                | 14 | Mianowany do kontynuowania kadencji w 1898 Wybrany do dokończenia kadencji w wyborach specjalnych w 1900 Nie starał się o wybór na pełną, 6-letnią kadencję w 1900 |
| 17    | Anselm J. McLaurin   |                                                    | 4 marca 1901         | 22 grudnia 1909      | Partia Demokratyczna                                | 15 | Wybrany w 1900 |
| 17    | Anselm J. McLaurin   | 16                                                 | 4 marca 1901         | 22 grudnia 1909      | Partia Demokratyczna                                | Reelekcja z wyprzedzeniem w 1904 Zmarł w trakcie sprawowania urzędu w 1909                                                          | |
| Wakat | Wakat                | Wakat                                              | 22 grudnia 1909      | 27 grudnia 1909      |                                                     | 16 | |
| 18    | James Gordon         |                                                    | 27 grudnia 1909      | 23 lutego 1910       | Partia Demokratyczna                                | 16 | Mianowany do kontynuowania kadencji w 1909 Zrezygnował po wyborze następcy                                                                                         |
| 19    | LeRoy Percy          |                                                    | 23 lutego 1910       | 4 marca 1913         | Partia Demokratyczna                                | 16 | Wybrany do dokończenia kadencji w wyborach specjalnych w 1910 Przegrał prawybory w 1912                                                                            |
| 20    | James K. Vardaman    |                                                    | 4 marca 1913         | 4 marca 1919         | Partia Demokratyczna                                | 17 | Wybrany w 1912 Przegrał prawybory w 1918 |
| 21    | Pat Harrison         |                                                    | 4 marca 1919         | 22 czerwca 1941      | Partia Demokratyczna                                | 18 | Wybrany w 1918 |
| 21    | Pat Harrison         | 19                                                 | 4 marca 1919         | 22 czerwca 1941      | Partia Demokratyczna                                | Reelekcja w 1924 | |
| 21    | Pat Harrison         | 20                                                 | 4 marca 1919         | 22 czerwca 1941      | Partia Demokratyczna                                | Reelekcja w 1930 | |
| 21    | Pat Harrison         | 21                                                 | 4 marca 1919         | 22 czerwca 1941      | Partia Demokratyczna                                | Reelekcja w 1936 Zmarł w trakcie sprawowania urzędu w 1941                                                                          | |
| Wakat | Wakat                | Wakat                                              | 22 czerwca 1941      | 30 czerwca 1941      |                                                     | 21 | |
| 22    | James Eastland       |                                                    | 30 czerwca 1941      | 28 września 1941     | Partia Demokratyczna                                | 21 | Mianowany do kontynuowania kadencji w 1941 Zrezygnował po wyborze następcy                                                                                         |
| 23    | Wall Doxey           |                                                    | 28 września 1941     | 3 stycznia 1943      | Partia Demokratyczna                                | 21 | Wybrany do dokończenia kadencji w wyborach specjalnych w 1941 Przegrał prawybory w 1942                                                                            |
| 24    | James Eastland       |                                                    | 3 stycznia 1943      | 27 grudnia 1978      | Partia Demokratyczna                                | 22 | Wybrany w 1942 |
| 24    | James Eastland       | 23                                                 | 3 stycznia 1943      | 27 grudnia 1978      | Partia Demokratyczna                                | Reelekcja w 1948 | |
| 24    | James Eastland       | 24                                                 | 3 stycznia 1943      | 27 grudnia 1978      | Partia Demokratyczna                                | Reelekcja w 1954 | |
| 24    | James Eastland       | 25                                                 | 3 stycznia 1943      | 27 grudnia 1978      | Partia Demokratyczna                                | Reelekcja w 1960 | |
| 24    | James Eastland       | 26                                                 | 3 stycznia 1943      | 27 grudnia 1978      | Partia Demokratyczna                                | Reelekcja w 1966 | |
| 24    | James Eastland       | 27                                                 | 3 stycznia 1943      | 27 grudnia 1978      | Partia Demokratyczna                                | Reelekcja w 1972 Nie starał się o reelekcję w 1978 Zrezygnował przed końcem kadencji, by wybrany następca mógł szybciej objąć urząd | |
| 25    | Thad Cochran         |                                                    | 27 grudnia 1978      | 1 kwietnia 2018      | Partia Republikańska                                | 27 | Mianowany do dokończenia kadencji, będąc już wcześniej wybrany na pełną, 6-letnią kadencję                                                                         |
| 25    | Thad Cochran         | 28                                                 | 27 grudnia 1978      | 1 kwietnia 2018      | Partia Republikańska                                | Wybrany w 1978 | |
| 25    | Thad Cochran         | 29                                                 | 27 grudnia 1978      | 1 kwietnia 2018      | Partia Republikańska                                | Reelekcja w 1984 | |
| 25    | Thad Cochran         | 30                                                 | 27 grudnia 1978      | 1 kwietnia 2018      | Partia Republikańska                                | Reelekcja w 1990 | |
| 25    | Thad Cochran         | 31                                                 | 27 grudnia 1978      | 1 kwietnia 2018      | Partia Republikańska                                | Reelekcja w 1996 | |
| 25    | Thad Cochran         | 32                                                 | 27 grudnia 1978      | 1 kwietnia 2018      | Partia Republikańska                                | Reelekcja w 2002 | |
| 25    | Thad Cochran         | 33                                                 | 27 grudnia 1978      | 1 kwietnia 2018      | Partia Republikańska                                | Reelekcja w 2008 | |
| 25    | Thad Cochran         | 34                                                 | 27 grudnia 1978      | 1 kwietnia 2018      | Partia Republikańska                                | Reelekcja w 2014 Zrezygnował w trakcie trwania kadencji w 2018                                                                      | |
| Wakat | Wakat                | Wakat                                              | 1 kwietnia 2018      | 9 kwietnia 2018      |                                                     | 34 | |
| 26    | Cindy Hyde-Smith     |                                                    | 9 kwietnia 2018      | nadal                | Partia Republikańska                                | 34 | Mianowana do kontynuowania kadencji w 2018 Wybrana do dokończenia kadencji w wyborach specjalnych w 2018                                                           |
| 26    | Cindy Hyde-Smith     | 35                                                 | 9 kwietnia 2018      | nadal                | Partia Republikańska                                | Wybrana na pełną kadencję w 2020 | |